# Filumenistyka

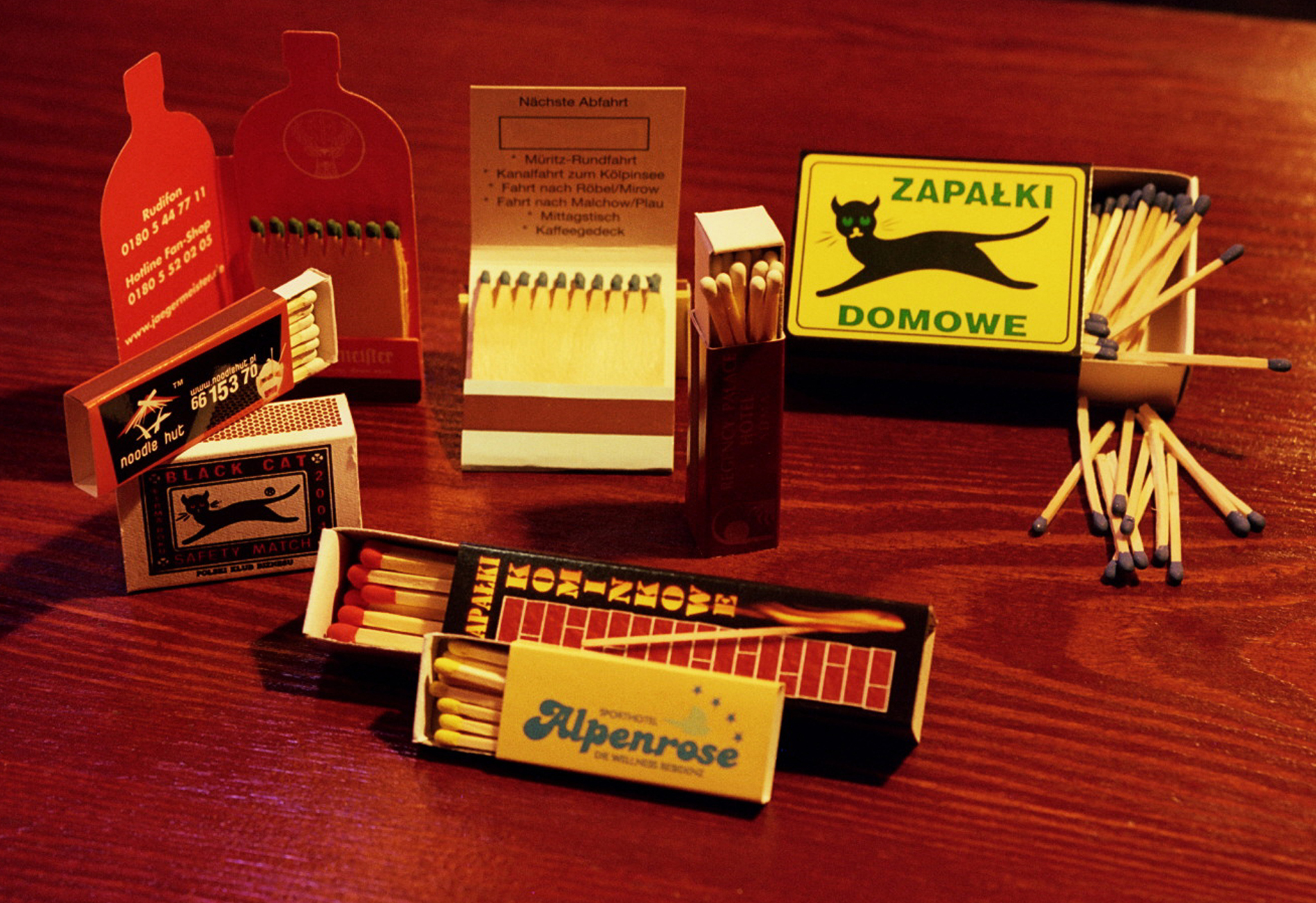
Zapałki produkowane w Częstochowie

Filumenistyka (gr. philéō = lubię + łac. lumen = światło, ozdoba) – dziedzina nauki i pasji hobbystycznej, która zajmuje się zbiorami etykiet zapałczanych oraz historią niecenia i użytkowania ognia.
Pierwsi filumeniści pojawili się w połowie XIX wieku. Większą popularność filumenistyka zyskała w latach 30. XX wieku, najpierw w Wielkiej Brytanii, potem także w innych krajach. Polscy filumeniści są zrzeszeni razem z filatelistami w Polskim Związku Filatelistów. W Bystrzycy Kłodzkiej znajduje się jedno z niewielu na świecie muzeów filumenistycznych.
Filumenistyka w Polsce jest w zaniku z powodu braku nowych etykiet zapałczanych, gdyż produkowane obecnie pudełka zapałek posiadają nadruki. Natomiast jeszcze w latach 70. XX w. w sieci kiosków RUCH-u sprzedawane były zestawy etykiet zapałczanych specjalnie dla kolekcjonerów (podobnie jak zestawy znaczków pocztowych czystych lub stemplowanych).
Według artykułu opublikowanego w grudniu 2023 przez Konrada Szaciłowskiego (ze zmyślonym współautorem Kapela Abdulayevem Pilaką) we „Wschodnim roczniku humanistycznym”, pasjonatem filumenistyki miał być Jan Paweł II. Ostatecznie okazało się, że nie jest to prawdziwa informacja, a celem publikacji było wyśmianie polskiego systemu punktowego i realności recenzji artykułów naukowych.